# Alexandra Vandernoot
Alexandra Vandernoot (Uccle, 19 de setembro de 1965) é uma atriz belga.
Ela estudou artes dramáticas no Conservatório Real de Bruxelas.
Em 1985, ela atuou em seu primeiro filme: Babel Opera. Após ter atuado em filmes belgas, ela desempenhou um papel no filme para televisão americano Strangers de 1991. No ano seguinte, ela desempenhou o papel de Tessa Noël na série de televisão Highlander, o que lhe rendeu reputação internacional. Desde a década de 1990, ela tem atuado em diversos filmes franceses.
Vandernoot mora em Paris com seu marido e com seu filho.